# Étienne Goujon
Pour les articles homonymes, voir Goujon.
Étienne Goujon, né le 29 avril 1839 à Pont-de-Veyle dans l'Ain et mort le 7 décembre 1907 à Paris, est un homme politique français.

## Biographie
Il est le fils de Denis Goujon et de  Pierrette Lorbet. Médecin, Étienne Goujon dirige une maison de santé à Paris, rue Picpus dans le 12e arrondissement.
Il est élu maire du XIIe arrondissement en 1879. Il reste à ce poste jusqu'en 1900.
Il obtient ses autres mandats dans le département de l'Ain :
- conseiller général du canton de Pont-d'Ain de 1883 à 1901 ;
- le 19 août 1889, il est élu à la présidence du conseil général de l'Ain. Il conserve ce mandat jusqu'en 1892, remplacé par Joseph Pochon, le 22 août 1892 ;
- sénateur de l'Ain[1] de 1885 jusqu'à sa mort en 1907 (élu le 25 janvier 1885, réélu le 7 janvier 1894 puis le 4 janvier 1903).

## Distinctions
- Commandeur de la Légion d'honneur (1902)

## Hommages
- Un monument en bronze réalisé par Jean-Paul Aubé (1837-1916) est inauguré à Pont-de-Veyle le 14 septembre 1910, en présence du Président de la République Émile Loubet. Il est fondu en 1942 sous le régime de Vichy, dans le cadre de la mobilisation des métaux non ferreux[2].
- Il existe depuis 1935 une rue du Docteur-Goujon dans le douzième arrondissement de Paris.

### Commande à Auguste Renoir
En mars 1885, Étienne Goujon commande à Auguste Renoir, le portrait de chacun de ses quatre enfants.
Sa fille Marie est représentée tenant un cerceau. Le tableau est exposé au National Gallery of Art à Washington.
Son plus jeune fils Étienne, né en 1880 et donc âgé de cinq ans, est lui, représenté, tenant un fouet. Ce tableau est connu sous le titre L'Enfant au fouet et est exposé au Musée de l'Ermitage à Saint-Pétersbourg.
Ce portrait d'un jeune garçon en costume marin représente Pierre Goujon, né en 1875 et donc âgé de 10 ans.